# Эта Эридана
Эта Эридана (η Eri, η Eridani) — звезда в созвездии Эридана. Звезда удалена от Земли на 121 световой год, Видимая звёздная величина составляет +4.1 (видна невооружённым глазом). У звезды есть традиционное название Azha («место размножения»). Слово Azha происходит от персидского آشيانه āšiyāne гнездо (страуса).

## Характеристики
Эта Эридана — оранжевый гигант спектрального класса K, эффективная температура составляет около 4825 кельвинов. Радиус звезды приблизительно в 7.5 раз превышает солнечный, светимость в 27 раз больше солнечной. Азха приближается к солнечной системе со скоростью 20 км/с.